# Línea de tiempo flotante
Una línea de tiempo flotante (también cronología flotante o escala temporal deslizante, del inglés floating timeline o sliding timescales) es un dispositivo narrativo utilizado en la ficción, de manera particular en series de larga duración en los cómics y la animación, así como en otros medios, para explicar el por qué los personajes envejecen poco o nada a largo de un período de tiempo, a pesar de que aparezcan marcadores del paso del tiempo en el mundo real, como la ocurrencia de eventos notables, o la presencia de personas y tecnologías que aparecen en tales obras y que correlacionan con el mundo real.

## Definición
El término "línea de tiempo flotante" se usa entre la comunidad de autores y lectores de cómics para referirse a series literarias que tienen lugar en un "presente continuo". Esta línea temporal se debe al hecho de que los autores no ven la necesidad de acomodar el envejecimiento de sus personajes, un hecho que es típico también en la mayoría de los programas de televisión animados. Se le emplea como un recurso de trama para "explicar o justificar inconsistencias en la manera en que los eventos y los personajes existen dentro de un mundo".

## Tipos y ejemplos
Cuando ciertas historias son reescritas en los cómics, especialmente las historias de origen, se conservan con frecuencia eventos clave, pero actualizándolos a una época contemporánea. Por ejemplo, el personaje de cómic Tony Stark sigue aún lastimándose y reinventando su armadura de Iron Man; pero, cuando su historia de origen es actualizada, se modifica también la guerra durante la cual que esto sucede. Este recurso es discutido explícitamente en algunos cómics, por ejemplo en Ultimates (2015 team), en el que el personaje Galactus brinda la presunción en el universo de que ciertos eventos (como el redescubrimiento del Capitán América) viven a la deriva en el tiempo y persisten durante unos 15 años antes en el presente flotante. Según la crítica de cultura pop Roz Kaveney, en los cómics se emplea una línea de tiempo flotante debido a "la necesidad comercial de mantener a ciertos personajes existiendo por siempre." En su ensayo "Autoridad aparte de la verdad: historias de los cómics de superhéroes como mito", Kevin Wanner compara a los superhéroes de los cómics con las figuras de la mitología y escribe que el uso de una escala de tiempo deslizante en los cómics es similar a la forma en que se describen figuras que no envejecen en los mitos interactuando con el mundo contemporáneo del narrador.
La longeva serie de televisión animada Los Simpson utiliza una línea de tiempo flotante, que es muy evidente en el caso de los tres niños Simpson, que permanecen eternamente "congelados" en sus respectivas edades. La primera serie de la historieta Archie contenía personajes que no envejecían a pesar de que hubiera referencias a tendencias contemporáneas a lo largo de la historieta.
Rex Stout empleó una línea de tiempo flotante para sus novelas y cuentos del detective Nero Wolfe, las cuales tienen lugar simultáneamente con el periodo en que se escribían mientras los personajes no envejecen. "Esas historias han ignorado el paso del tiempo por treinta y nueve años", le dijo Stout a su biógrafo autorizado John McAleer. "Cualquier lector que no pueda o que no quiera hacer lo mismo debería ignorarlas. No envejecí a los personajes porque no quería. Eso lo habría hecho engorroso y habría dado la impresión de centrar la atención en los personajes en vez de en las historias."
El escritor P. G. Wodehouse ambientó su serie cómica Jeeves, que trata de las aventuras del caballero inglés Bertie Wooster y su ayuda de cámara Jeeves, en la época en que fueron escritas, si bien los personajes envejecían poco o nada. Esto le permitió hacer referencias humorísticas sobre la cultura popular contemporánea en las historias, que se publicaron entre 1915 y 1974, a la vez que los personajes seguían iguales, si bien algunos elementos de la Gran Bretaña de comienzos del siglo XX siguieron presentes a lo largo de la serie.
Numerosas otras series de libros o de cómics de gran éxito han usado de este recurso, donde se puede observar que se suceden los álbumes durante años pero los personajes nunca envejecen, o lo hacen muy lentamente. Es el caso de superhéroes como Superman y Batman, de héroes como el El Hombre Enmascarado y el Capitán Trueno, o de personajes comunes como Mafalda y sus amigos, e infantiles como Mortadelo y Filemón y Zipi y Zape, etc. En el caso de Astérix no solo los personajes, sino la propia línea temporal permanece eternamente anclada bajo el gobierno de Julio César, quien además es descrito anacrónicamente con las características propias de un emperador romano. Y en el caso de Tintín, algunos álbumes tuvieron que ser redibujados para adaptarlos a nuevas situaciones internacionales (caso de Tintín en el País del Oro Negro), pero los personajes siguen sin experimentar ningún tipo de cambio.
En el caso particular de sagas de novelas como las de El Señor de los Anillos, o Canción de hielo y fuego o Crónica del Asesino de Reyes, donde se crea todo un mundo ficticio, los personajes sí que envejecen y mueren con normalidad; pero todo el entorno aparece permanentemente anclado en una especie de Edad Media permanente y algo estereotipada, donde no se registra el más mínimo progreso técnico, ni social, ni cultural, en cientos o miles de años.